# Biophytum robustum
Biophytum robustum là một loài thực vật có hoa trong họ Chua me đất. Loài này được Elliot ex Guillaumin mô tả khoa học đầu tiên năm 1909.